# Aníbal Lozano Herrera
Aníbal Lozano Herrera (Lima, 29 de noviembre de 1991) es un actor y productor de casting cinematográfico peruano, que obtuvo reconocimiento al haber protagonizado el cortometraje peruano Alienación con su personaje de Roberto López, además de desarrollar su carrera artística en el teatro.

## Biografía
Proveniente de una familia de clase media baja, estudió la carrera de comunicación audiovisual en la Universidad de Lima. Tiempo más tarde, Lozano Herrera comenzaría su incursionar en el teatro, formándose en los talleres de Escena Contemporánea y el Conservatorio de Formación Actoral del Centro Cultural Británico, complementando sus clases con los actores Leonardo Torres Vilar y Alberto Ísola.
Comenzó su carrera artística a los veinticuatro años, haciendo su debut como actor profesional con la obra teatral Collacocha en el año 2016. Años más tarde, participa en la otra producción Orgasmo de Carlos Galiano en 2018, asumiendo por primera vez el protagónico, en el cual fue reestrenado al año siguiente y 2020, y se suma al reparto principal del drama deportivo Un misterio, una pasión de la mano del actor y dramaturgo Aldo Miyashiro para el Teatro La Plaza ese mismo año, interpretando a Octavio, un barrista del club de fútbol Universitario de Deportes, en el cual Lozano Herrera es hincha confeso.[cita requerida] Fue protagonista del montaje Insano inhumano y antagonista principal de la película El encargo interpretando al asaltante Roberto, compartiendo roles con el primer actor Víctor Prada el año 2019.[cita requerida]
Lozano Herrera logra alcanzar al estrellato tras haber protagonizado el cortometraje peruano Alienación el año 2020, basado en la obra de Julio Ramón Ribeyro, interpretando el personaje de Roberto López, quien estaba enamorado de «Queca», la chica más guapa de su barrio, en el cual le pidió que salga con él y ésta lo rechazó; tras enterarse de que ella se mudaría a Estados Unidos, su objetivo es cruzar la frontera con México para verla, que tras el éxito de la cinta fue galardonada en Los Angeles Diversity Film Festival.
Protagonizó con los actores Sebastián Monteghirfo y Pold Gastello la obra de teatro virtual Más allá del borde bajo la dirección de Alberick García y Ricardo Delgado en 2020, interpretando el personaje de Martín, un boxeador aficionado. Fue estrenada durante el estado de emergencia por la pandemia de COVID-19. Seguidamente, asume de nuevo el protagónico de la otra ficción Toxic como Rodrigo, compartiendo el rol al lado de la actriz teatral Flavia Goya.[cita requerida] A fines de año, Lozano Herrera protagoniza con Muki Sabogal el videoclip Pa' cualquierita, interpretado por el grupo musical de rap Rapper School. [cita requerida]
Participó en el reparto principal de la obra No voy a salir de la directora Chela de Ferrari[cita requerida] y protagonizó la ficción política Los hijos de Putin, en el cual obtuvo la nominación de los Premios El Oficio Crítico como «Mejor actor de reparto».[cita requerida] Adicionalmente, volvió a trabajar con Corimanya para la obra El buzón y el aire y antagoniza el montaje Carne quemada como el Asesino. Fue parte del reparto de las puestas Monstruo de Armendáriz y La coima.
Como productor de teatro, prestó su colaboración como asistente de la obra de terror Medea en 2022.[cita requerida] Además, fue parte del reparto principal de la tragicomedia Frenesí ese año, basada en las cárceles de la sociedad peruana. Adicionalmente, protagoniza con la actriz de televisión peruana Deborah Merino la tragicomedia ¿En qué puedo atenderlo? de Franco Iza[cita requerida] y participó en el videoclip del tema musical «Volar» de la banda Bala Perdida, contando con la presencia de las celebridades transgénero La Uchulú y Coco Marusix.

## Filmografía

### Teatro
| Año       | Título                          | Rol                 | Notas                         |
| --------- | ------------------------------- | ------------------- | ----------------------------- |
| 2016      | Collacocha                      | Minero              | Rol principal y debut actoral |
| 2018      | Sin la música no hay fiesta     |                     | Rol principal                 |
| 2018      | Un misterio, una pasión         | Octavio             | Rol principal                 |
| 2018-2020 | Orgasmo                         |                     | Rol protagónico               |
| 2019      | Insano inhumano                 |                     | Rol protagónico               |
| 2019      | La coima                        |                     | Rol principal                 |
| 2020      | Más allá del borde              | Martín              | Rol protagónico               |
| 2020      | Toxic                           | Rodrigo             | Rol protagónico               |
| 2020-2022 | Clandestino: Capítulo cero      | Uno de los Heraldos | Rol protagónico               |
| 2021      | No voy a salir                  |                     | Rol principal                 |
| 2021      | Los hijos de Putin              |                     | Rol coprotagónico             |
| 2021      | Carne quemada                   | Asesino             | Rol antagónico protagónico    |
| 2022      | El buzón y el aire              | Huérfano            | Rol protagónico               |
| 2022      | Medea                           | Él mismo            | Asistente de producción       |
| 2022      | Frenesí                         | Presidiario         | Rol protagónico               |
| 2023      | Monstruo de Armendáriz          |                     | Rol principal                 |
| 2023      | En esta obra nadie llora        |                     | Rol principal                 |
| 2023      | ¿En qué puedo atenderlo?        | Paciente            | Rol protagónico               |
| 2023      | Humo en la neblina              |                     | Rol protagónico               |
| 2023      | El correcaminos                 |                     | Rol protagónico               |
| 2024      | Cuentos de Navidad desde el sur |                     | Rol central                   |
| 2025      | Un tranvia llamado Deseo        | Pedro               | Rol principal                 |
| 2025      | El buzón y el aire              |                     | Rol protagónico               |

### Cine
| Año  | Título                     | Rol                   | Notas                    |
| ---- | -------------------------- | --------------------- | ------------------------ |
| 2019 | El encargo                 | Roberto               | Rol antagónico principal |
| 2020 | Alienación                 | Roberto «Bobby» López | Rol protagónico          |
| 2022 | Ovejas y lobos             |                       | Rol principal            |
| 2023 | Los caminantes de la calle |                       | Rol principal            |
| 2024 | La geometría del trigo     |                       | Rol central              |
| 2024 | Upallay                    |                       | Rol coprotagónico        |
| 2025 | El corazón del monstruo    | Camarada William      | Rol antagónico central   |

### Televisión
| Año       | Título           | Rol              | Notas                     | Emisión            |
| --------- | ---------------- | ---------------- | ------------------------- | ------------------ |
| 2019-2020 | Chapa tu combi   | Serafín Carranza | Rol antagónico secundario | América Televisión |
| 2023      | Perdóname        | Rubén            | Rol recurrente            | América Televisión |
| 2023-2024 | Luz de esperanza | Aliado de Adán   | Rol antagónico recurrente | América Televisión |
| 2025      | Eres mi sangre   | Cómplice de Toro | Rol antagónico recurrente | América Televisión |

## Premios y nominaciones
| Año  | Premios                   | Categoría              | Trabajo            | Resultado | Ref.   |
| ---- | ------------------------- | ---------------------- | ------------------ | --------- | ------ |
| 2021 | Premios El Oficio Crítico | «Mejor actor de drama» | Clandestino        | Nominado  | [ 22 ] |
| 2021 | Premios El Oficio Crítico | «Mejor actor»          | No voy a salir     | Nominado  | [ 22 ] |
| 2021 | Premios El Oficio Crítico | «Mejor actor»          | Los hijos de Putin | Nominado  | [ 22 ] |